# Microphontes megoura
Microphontes megoura là một loài ruồi trong họ Asilidae. Microphontes megoura được Londt miêu tả năm 1994. Loài này phân bố ở vùng nhiệt đới châu Phi.